# Система збору даних
Систе́ма збо́ру да́них (англ. data acquisition, DAQ) — в обчисленні і аналізі сигналів перший етап обробки даних, що полягає у накопиченні та підготовці даних для подальшої обробки та інтерпретації. Зазвичай DAQ забезпечує перетворення в цифровий код сигналів, що надходять від багатьох датчиків та передачу їх на мікроЕОМ через систему зв'язку.

## Процес
Послідовні кроки збору даних: 
- використання явища або фізичної властивісті
- отримання сигналу від датчика (датчиків)
- передача сигналу (телематика)
- дискретизація
- квантування
- обробка сигналу для подальших потреб

Інформативними можуть бути  зміна температури, тиску, об'єму рідини і т.д. Сенсор реєструє потрібну величину, а потім, після її перетворення в електричний сигнал перетворювачем (датчиком), дані посилаються на комп'ютер або записуючий пристрій. Характеристики системи збору даних, тип і діапазон значень багато в чому залежать від сенсора і АЦП.